# SEMA Show

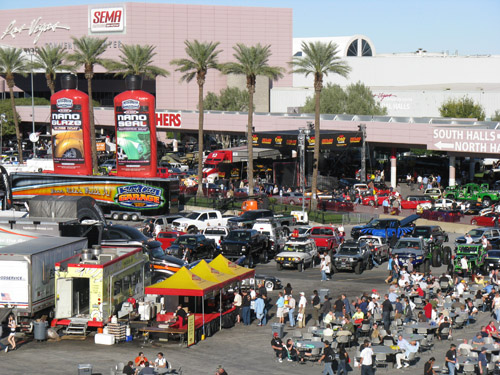
Le SEMA Show en 2008.

Le SEMA Show est un salon américain de la personnalisation automobile qui a lieu chaque année à Las Vegas dans le Nevada dans les locaux du Las Vegas Convention Center,.

## Éditions

### 2020
En raison de la pandémie de Covid-19 aux États-Unis, l'édition 2020 est annulée.

### 2024
Du 5 au 8 novembre 2024.
Concepts cars
- Kia EV9 ADVNTR[4]
- Kia PV5 WKNDR
- Land Cruiser Rox[5]
- Toyota 4Runner TRD Surf Concept[6]
- Toyota GR86 Rally Legacy Concept[7]